# 島津久倫 (宮之城家)
島津 久倫（しまづ ひさとも）は、薩摩国薩摩藩家老宮之城島津家第8代。

## 家系
宮之城島津家家は、島津忠良の三男尚久に始まり、代々の当主の通称が「図書」で、忠長以降に薩摩国宮之城を領した。

## 略歴
宝永7年（1710年）島津家家臣島津久方の子として生まれる。母は先々代久洪の娘。
享保4年（1719年）、父久方死去により家督相続。元文元年（1736年）薩摩藩前藩主島津吉貴の子知之助（久亮）を養子に迎えた。
元文3年（1738年）、宮之城家の家格が宗家、一門家に次ぐ「大身分」となる。この家格上昇には藩主の弟知之助を養子に迎えたことの影響が指摘されている。
寛保2年（1742年）、隠居して婿養子の久亮に家督を譲る。
明和3年（1767年）12月13日、死去。享年59。実子の久濃は、久亮の跡を継いで10代当主となった。

## 人物
家格の上昇により、宗功寺墓所の墓がそれまでの当主より大きなものとなっている。